# Rock N' Roll (canção de Avril Lavigne)
"Rock N' Roll" é uma canção gravada em 2013 pela cantora e compositora canadense Avril Lavigne, juntamente com David Hodges, Chad Kroeger, Bertil Göransson, Jacob Kasher e Peter Svensson. A produção ficou por conta de Max Martin. Foi lançada em 27 de agosto de 2013 como segundo single do quinto álbum de estúdio da artista, intitulado Avril Lavigne.
O videoclipe foi lançado em 20 de agosto e conta com referências a histórias em quadrinhos, uma cena do clipe de "November Rain", dos Guns N' Roses — onde Slash toca guitarra em frente a uma igreja —, a aparição do ator americano Billy Zane e do DJ Sid Wilson da banda Slipknot e um beijo lésbico entre Avril e atriz Danica McKellar. O single atingiu a 71ª colocação na Japan Hot 100, a 91ª posição na Billboard Hot 100 e na 37ª na Canadian Hot 100, tendo atingido também várias paradas da Coreia do Sul. "Rock N Roll" foi criticado por ter o mesmo gênero pop rock de "Here's to Never Growing Up".

## Produção e antecedentes
Avril Lavigne divulgou o áudio de "Rock N Roll" na íntegra na noite de 19 de julho de 2013, sendo desbloqueada após ter alcançado um determinado número de tweets. Quando chegou à marca de 100%, um site foi liberado na rede "rocknroll.avrillavigne.com", que fora criado especialmente para promover o novo single. No mesmo dia, a hastag "#UnlockRockNRoll" ficou em primeiro lugar nos Trending Topics. A composição da canção fala sobre ter fidelidade ao rock e encontrar alguém te ama muito. A canção estaria disponibilizada para venda no iTunes no dia 30 de julho de 2013, segundo a cantora, porém a estreia foi alterada para ser lançada juntamente ao clipe.
A cantora disse que prefere muito mais "Rock N Roll" do que "Here's to Never Growing Up".
| “ | Eu me pergunto por que "Rock N Roll" não foi escolhido como primeiro single? Eu entendo o apelo comercial que "Here's to Never Growing Up" tem, mas esse single soa mais atual. "Rock And Roll" tem uma produção épica, letras atrevidas - que diz, 'quando você está em um relacionamento, o amor entre você e seu parceiro é o que importa, dane-se todos os outros ou o que eles pensam! - É uma melodia cativante e eu não tenho certeza sobre o desempenho de "Rock and Roll" nas paradas | ” |

## Vídeo musical

Captura de tela do clipe Rock N' Roll.

O videoclipe de "Rock N Roll" foi inspirado na história em quadrinhos britânica Tank Girl, criada por Jamie Hewlett e Alan Martin. Seu enredo é centrado numa personagem que dirige e mora num tanque de guerra, sendo adaptado para filme em 1995. A história do filme acontece no ano de 2033, após um cometa atingir o planeta e alterar a atmosfera terrestre, tornando tudo em deserto.O clipe foi filmado em Los Angeles, na Califórnia, no dia 25 de julho, e o figurino conta com roupas camufladas, capacete, óculos de proteção e pintura facial. O diretor do clipe é Chris Marrs Piliero e contou com a participação da atriz Danica McKellar e do ator Billy Zane, conhecido pelo papel feito no filme "Titanic”. O clipe foi lançado no dia 20 de agosto em seu canal oficial do Youtube às 3h00min AM.
A duração do clipe tem cinco minutos, que mostra a Avril usando uma Sony Xperia e fazendo uma referência ao single "Sk8er Boi" ao dizer "He was a boy, she was a girl". Logo a seguir, é mostrada uma perseguição ao antagonista, que quer extinguir com o "Rock N Roll" quando ele faz um movimento astuto ao lançar uma lagosta que quer brigar com a cantora e os figurantes do clipe. Após perderem tempo com o animal, Avril e sua companheira vão em busca do vilão do vídeo, interpretado por Sid Wilson. O comando do veículo está por conta de um cachorro que logo após bate o carro e a procura necessita ser adiada. Nesse tempo, ocorre um beijo lésbico entre Avril e atriz Danica McKellar. O videoclipe finaliza-se com uma peleja entre a cantora e o 'tubarurso', uma mistura entre o Urso e o Tubarão.
O clipe conta com as referências às histórias em quadrinhos, uma cena do clipe de "November Rain", dos Guns N' Roses — onde Slash toca guitarra em frente a uma igreja —, e a aparição ator americano Billy Zane, além de uma merchandising do Sony Xperia, fabricante de smartphones pertencente ao mesmo grupo da sua gravadora Sony Music.
O site da revista Veja de São Paulo classificou o clipe como "sem noção" e "bizarro" misturado com vários efeitos especiais.

## Recepção crítica
| Críticas profissionais | Críticas profissionais |
| Avaliações da crítica  | Avaliações da crítica  |
| Fonte                  | Avaliação              |
| ---------------------- | ---------------------- |
| Pop Crush              | [ 17 ]                 |
| Digital Spy            | [ 18 ]                 |

"Rock N Roll" foi avaliado com o mesmo gênero pop rock de "Here's to Never Growing Up". O site MuchMusic afirma que a cantora deveria esquecer esse lado de nunca querer crescer, já que ela tem 28 anos e é rica. Não há razões para querer continuar jovem, segundo o portal. Já o site MTV fez críticas positivas, dizendo que a faixa é sobre ser jovem para sempre e não interessa que idade você tenha, e sim o seu espírito que importa.
O site Pop Crush disse que a letra de "Rock N Roll" segue o mesmo conceito de "Here's to Never Growing Up". É uma canção padrão da cantora, estilo "rebelde" com muita insolência, melodias de pop punk. Amy Sciarretto, crítica do site, afirma que o som assemelha às canções de Weezer e concluiu que não trará novos fãs. O portal Vírgula disse que esse single se assemelha às canções "Sk8er Boi" e "Complicated".
"Rock N Roll" recebeu críticas positivas do site B30 Music. No geral, foi dada uma nota de 24 pontos em uma escala de 0 a 30 e elogiou a canção, chamando-a de "espetacular". O B30 afirmou ainda que o single é "pura gratidão" e disse também que "Rock N Roll" era um pouco semelhante ao seu trabalho anterior, "Here's to Never Growing Up". "Os cantos, algumas partes das letras, algumas vozes e as guitarras - tudo isso faz uma pura sensação do pop rock", segundo o portal.
O site Digital Spy deu uma nota de 4 estrelas de uma escala de 5 e diz que Avril Lavigne se manteve praticamente inalterada durante a maior parte de seus mais de 10 anos na indústria fonográfica.

## Faixas e formatos
O single exclusivo para a rede de supermercados Walmart de "Rock N Roll" contém duas faixas; a versão original e a instrumental e de Karaokê. A versão simples de "Rock N Roll" contém apenas uma faixa, que tem a duração de cerca de três minutos e 26 segundos. Esta foi lançada na iTunes Store em 27 de agosto de 2013.
| Download digital |               |                                                                                            |         |  |
| N.º              | Título        | Compositor(es)                                                                             | Duração |  |
| 1.               | "Rock N Roll" | Avril Lavigne, David Hodges, Chad Kroeger, Bertil Göransson, Jacob Kasher e Peter Svensson | 3:26    |  |

| CD single (Walmart Exclusive) |                                               |                                                                                            |         |  |
| N.º                           | Título                                        | Compositor(es)                                                                             | Duração |  |
| 1.                            | "Rock N' Roll"                                | Avril Lavigne, David Hodges, Chad Kroeger, Bertil Göransson, Jacob Kasher e Peter Svensson |         |  |
| 2.                            | "Rock N' Roll" (Instrumental/Karaoke Version) | Avril Lavigne, David Hodges, Chad Kroeger, Bertil Göransson, Jacob Kasher e Peter Svensson |         |  |

## Performances ao vivo
Em 26 de setembro de 2013, Avril cantou a música no programa Jimmy Kimmel Live Show para um grande público fora do estúdio. O desempenho tinha Lavigne vestida em um preto com prata, enquanto seus dançarinos — e um "tubaurso" gigante — começaram a se apresentar. A cantora também cantou a música no programa "Extra", quando foi convidada pela Universal Studios Hollywood a discutir sobre o seu quinto álbum com Mario Lopez.

## Desempenho nas paradas
"Rock N Roll" entrou nas paradas musicais da Billboard Japão sem nem mesmo ter uma estreia oficial nas rádios, nos sites de vendas, no ITunes e Amazon. Na categoria Digital and Airplay Overseas, que mede a popularidade de músicas de artistas internacionais, o single estreou em 20º lugar com posição máxima na 14ª. Na categoria Hot Top Airplay, "Rock N Roll" debutou na 73ª colocação e na 71ª na Hot 100. Na Billboard Hot 100, estreou na 91ª posição e na 37ª na Canadian Hot 100. Na Coreia do Sul, o single estreou no número 2, com 1 621 152 exemplares vendidos.
| País/Parada (2013)                       | Maior posição |
| ---------------------------------------- | ------------- |
| Austrália - ARIA Charts                  | 45            |
| Bélgica - Ultratop Flanders              | 17            |
| Bélgica - Ultratop Wallonia              | 29            |
| Canadá - Canadian Hot 100                | 37            |
| Coreia do Sul - Gaon Download Chart      | 55            |
| Coreia do Sul - Gaon Digital Chart       | 59            |
| Coreia do Sul - Gaon Streaming Chart     | 149           |
| Coreia do Sul - Gaon International Chart | 2             |
| Estados Unidos - Billboard Hot 100       | 91            |
| Eslováquia - IFPI Slovenská Republika    | 64            |
| França - SNEP                            | 128           |
| Japão - Tokio Hot 100                    | 57            |
| Japão - Japan Hot 100                    | 5             |
| Japão - Hot Top Airplay                  | 47            |
| Japão - Digital and Airplay Overseas     | 1             |
| Japão - Adult Contemporany Airplay       | 31            |
| Chéquia - IFPI Česká Republika           | 15            |
| Reino Unido - Ukraine Singles Charts     | 21            |
| Reino Unido - UK Singles Chart           | 68            |
| Ucrânia - FDR Charts                     | 21            |

| Chart (2013)                           | Posição |
| -------------------------------------- | ------- |
| Japan Hot 100 (Billboard)              | 75      |
| Japan Hot Top Airplay (Billboard)      | 36      |
| Japan Adult Contemporary (Billboard)   | 27      |
| South Korea (Gaon International Chart) | 106     |

| País/Associação | Certificação | Vendas   |
| --------------- | ------------ | -------- |
| Japão - RIAJ    | Ouro         | 100.000+ |